# ドルナヴァ
ドルナヴァ(Dornava)はスロベニアにある市。